# Vijverpluimdrager
De vijverpluimdrager (Valvata piscinalis) is een in het zoete water levende kieuw-slak uit de familie van de Valvatidae.

## Naam
De soortnaam werd in 1774 ingevoerd door Otto Frederik Müller als Nerita piscinalis Door andere inzichten in de taxonomie is de soort later in het geslacht Valvata geplaatst. Als gevolg van deze naamswijziging worden auteursnaam en datum nu tussen haakjes gezet.

## Beschrijving

### Schelpkenmerken
Schelp stevig en bol kegelvormig, ongeveer even hoog als breed. Er zijn 4-5 bolle, langzaam in grootte toenemende windingen die gescheiden zijn door een diepe en duidelijke sutuur. De mondopening is bijna cirkelvormig. Er is een onverdikte continu doorlopende mondrand en een nauwe half bedekte navel. De apex is stomp. De sculptuur van het schelpoppervlak bestaat uit fijne regelmatige groeilijnen, het schelpoppervlak is verder glad en glanzend. Soms zijn spiraalrichels aanwezig. De schelpen zijn semitransparant en lichtgeel tot blauwgroen van kleur. Deze soort heeft zoals alle pluimdragers een dun hoornachtig operculum dat multispiraal is opgebouwd en 6-7 windingen telt.

### Afmetingen van de schelp
- hoogte: tot ongeveer 6,0 millimeter
- breedte tot ongeveer 6,0 millimeter

### Dier
De dieren hebben een witachtig doorschijnende kleur. Er is een duidelijk te onderscheiden kop die eindigt in een verbrede snuit. Aan de basis van de kop zitten twee lange tentakels. Tijdens het kruipen steekt de pluimvormige kieuw langs de schelp omhoog. Er is een vlakke kruipzool die aan de achterzijde in het midden een inkeping vertoont.

### Voortplanting en levenscyclus
De dieren beginnen vanaf maart eieren te leggen. Dit gebeurt bij een watertemperatuur van ca. 5° Celsius. De belangrijkste legperiode ligt echter later en begint in april/begin mei, bij watertemperaturen van 9° à 10° Celsius. De eikapsels worden afgezet op harde substraten, zijn kogelrond en bevatten tussen 4-49 lichtgroene eieren die door slijm bij elkaar gehouden worden. Eén dier is in staat om gemiddeld 10 legsels te produceren met in totaal ca. 150 eieren. Vanaf juli sterven veel dieren na het leggen van eieren. Een deel van de oudere dieren overwintert en legt het tweede jaar weer eieren. Jonge dieren overwinteren eerst waarna zij zich in het tweede jaar voortplanten. Voor overwintering graven de dieren zich in de modderbodem bij ongeveer 5° Celsius in. Tijdens het voorjaar kan een populatie drie jaarklassen bevatten.

### Levensduur
De dieren leven tussen de 12 en de 24 maanden.

### Habitat en levenswijze
Deze soort leeft in rustig door stroming of golfslag bewogen water. De dieren leven zowel op waterplanten als op een modderbodem op waterdiepten tussen 0,50-25 meter. Een lichte verhoging van het zoutgehalte (tot 5,2 ‰) wordt verdragen.

### Areaal
Deze soort heeft een palearctische verspreiding en is alleen op IJsland afwezig. In Nederland en België een algemene soort, aanwezig in allerlei watertypen. In Noord-Amerika is zij door de mens in het begin van de twintigste eeuw ingevoerd.

### Fossiel voorkomen
De vijverpluimdrager komt in het hele Kwartair voor, maar ontbreekt in koudere delen van glacialen.

### Opmerkingen
Doordat de hoogte-breedteverhouding van de schelp tijdens de groei toeneemt en de navel daardoor aanvankelijk wijder en nauwelijks bedekt is, kunnen jonge exemplaren erg op Valvata macrostoma lijken. Naast wijd genavelde jonge exemplaren komen in dezelfde populatie vaak ook nauwer genavelde vormen voor. Beide soorten leven echter in biotopen die weinig op elkaar lijken.
De schelp van deze soort is zeer variabel. Dit betreft de hoogte-breedteverhouding, de verhouding van de hoogte van de laatste winding ten opzichte van de totale hoogte, de diepte van de sutuur, de vorm van de mondopening, de sculptuur, etc. In het verleden heeft dit tot het beschrijven van veel vormen en zelfs soorten geleid die uiteindelijk alle als jonger synoniem van de vijverpluimdrager beschouwd moeten worden. Van al deze vormen worden door veel auteurs nog slechts enkele onderscheiden. Zij worden als ondersoort beschouwd hoewel de status daarvan vaak twijfelachtig is:
- Valvata piscinalis alpestris (Küster, 1835)
- Valvata piscinalis antiqua (Morris, 1838)
- Valvata piscinalis discors (Westerlund, 1886)
- Valvata piscinalis geyeri (Menzel, 1904)

### Meer afbeeldingen

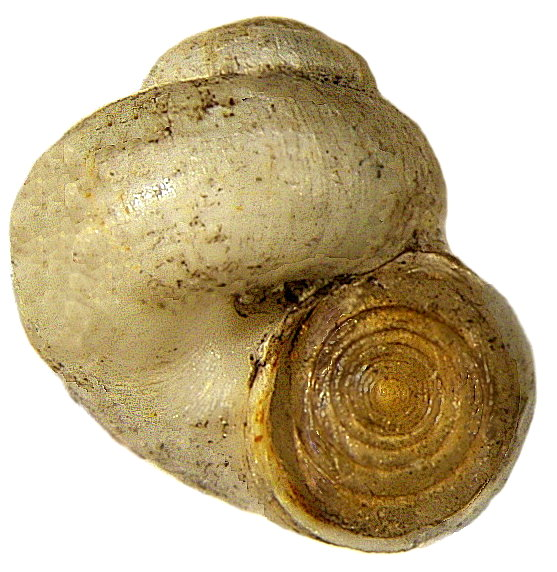
Met hoornachtig multispiraal operculum